# Jan Wojciechowski (polityk)
Jan Wojciechowski (ur. 6 lipca 1909 w Regnowie, zm. 6 września 1992 w Rawie Mazowieckiej) – polski rolnik i działacz ludowy, poseł na Sejm PRL V i VI kadencji.

## Życiorys
Syn Stanisława i Franciszki. Przed II wojną światową został absolwentem Średniej Szkoły Rolniczej im. Stanisława Staszica. Działał w Związku Młodzieży Wiejskiej RP „Wici” i Polskim Stronnictwie Ludowym „Wyzwolenie”. Podczas okupacji niemieckiej był członkiem Stronnictwa Ludowego „Roch” i Batalionów Chłopskich. W latach 1945–1952 pełnił funkcję kierownika Powiatowego Biura Rolnego. Był również przewodniczącym prezydium Gminnej Rady Narodowej w Regnowie oraz prezesem Spółdzielni Rolniczej przy Gminnej Spółdzielni „Samopomoc Chłopska” w Regnowie. Równocześnie prowadził własne gospodarstwo rolne. Zajmował stanowisko prezesa Powiatowego Komitetu Zjednoczonego Stronnictwa Ludowego w Rawie Mazowieckiej. W 1969 i 1972 uzyskiwał mandat posła na Sejm PRL w okręgu Tomaszów Mazowiecki. W trakcie V kadencji zasiadał w Komisji Planu Gospodarczego, Budżetu i Finansów, a w trakcie VI w Komisji Prac Ustawodawczych.
Pochowany na cmentarzu parafialnym w Regnowie.

## Odznaczenia
- Krzyż Kawalerski Orderu Odrodzenia Polski
- Srebrny Krzyż Zasługi
- Brązowy Krzyż Zasługi
- Medal 10-lecia Polski Ludowej
- Odznaka 1000-lecia Państwa Polskiego